# 鼻毛の森といえば鼻毛の森のRADIO NEGA★MAX
鼻毛の森といえば鼻毛の森のRADIO NEGA★MAX（はなげのもりといえばはなげのもりのレディオ ネガマックス）は2010年10月9日から2011年3月26日まで北陸放送（MROラジオ）で土曜21:00 - 21:30に放送されていたバラエティ番組である。

## 放送時間
- 毎週土曜 21:00 - 21:30

## 概要
- 「ネガティブに展開する現代社会に、むしろ最大限に向き合うことで、確実な逃げ道を見つけ出す」をコンセプトに残念な切り口から展開される斬新なコーナーが揃う北陸放送黙認ネガティブ系投稿ラジオプログラムとして2010年10月改編よりスタート。恋愛を、負の目線で描き抜く「リアルラヴソング」のカリスマ鼻毛の森エンターテイメントジャパン代表橋詰晋也永遠の33歳独身花嫁募集中が届けるという番組。[1]
- 番組アシスタントとして堀越純子アナウンサーを起用。
- 当番組自体は2011年3月に終了したが、4月からは拡大・発展した番組として『鼻毛の森のラジパラ? RADIO PARADISE』（土曜13時-15時）がスタートした。